# بندینی کورسر (کنارک)
بندینی کورسر یک روستا در ایران است که در استان سیستان و بلوچستان واقع شده‌است. بندینی کورسر ۵۵ نفر جمعیت دارد.